# Приходько Петро Сергійович
Прихо́дько Пе́тро Сергі́йович (нар. 8 листопада 1918, Кременчук — пом. 24 червня 1944) — радянський солдат, Герой Радянського Союзу (1944, посмертно). За період служби нагороджений орденом Леніна, орденом Червоного Прапора, орденом Червоної Зірки, медаллю.

## Біографія

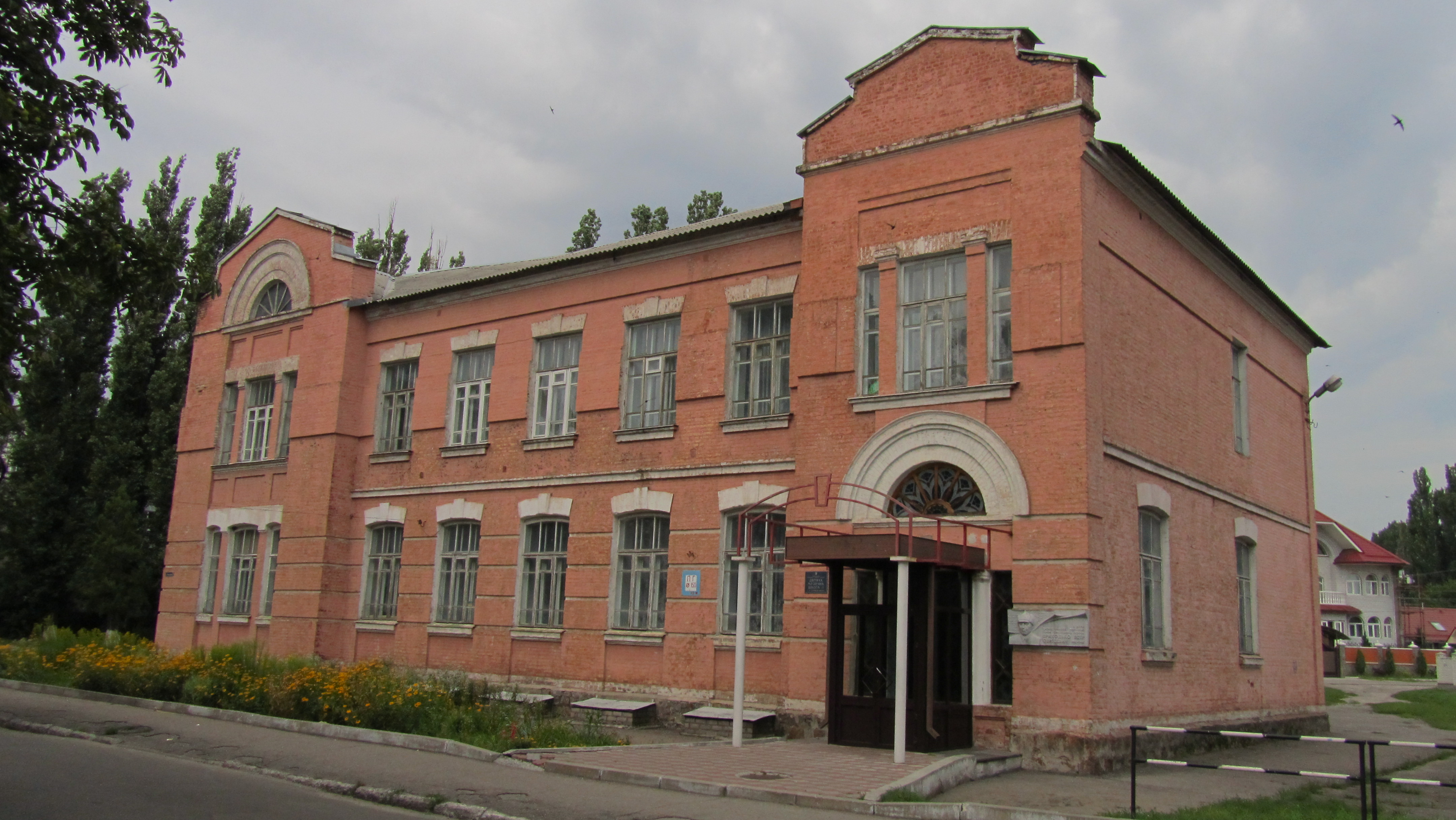
Будівля колишньої школи № 6, де навчався Петро Приходько

Народився 8 листопада 1918 року у місті Кременчук Полтавської області в родині робітника. Українець. Член ВКП(б)/КПРС з 1944 року. Закінчив шість класів неповної середньої школи. Був музикантом. У 1939 році призваний до лав Червоної Армії.
У боях війни з 1943 року. Воював на 1-му Білоруському фронті. Командир кулеметного взводу 40-го стрілецького полку старший сержант П. С. Приходько відзначився в боях з прориву оборони противника в районі міста Рогачов Гомельської області і при форсуванні річки Друть у червні 1944 року. Переправившись через річку, взвод придушив кілька вогневих точок противника, які заважали просуванню піхоти, серед перших старший сержант П. С. Приходько увірвався в окопи ворога. Особисто вів вогонь з кулемета, забезпечуючи захоплення траншеї противника.
24 червня 1944 кулеметник старший сержант Петро Сергійович Приходько загинув у бою. Похований у селі Запілля Рогачевського району Гомельської області.

## Нагороди, пам'ять
Указом Президії Верховної Ради СРСР від 23 серпня 1944 року за зразкове виконання бойових завдань командування і проявлені при цьому мужність і героїзм старшому сержанту Петру Сергійовичу Приходько посмертно присвоєно звання Героя Радянського Союзу.
Крім цього за період служби нагороджений орденом Леніна, орденом Червоного Прапора, орденом Червоної Зірки, медаллю.

Меморіальна дошка П. С Приходьку

Його ім'ям названа школа №1 в Кременчуці, де він навчався (колишня школа №6, згодом була переміщена у нову будівлю, де знаходиться і понині, а в колишній будівлі розміщується Кременчуцька дитяча музична школа № 1 імені П. І. Чайковського). На будівлі музичної школи- меморіальна дошка.
Також у місті Кременчуці на Алеї Героїв, на граніті висічене фото та ім'я Петра Приходька.